# Pedro Cunha Lima
Pedro Oliveira Cunha Lima (Campina Grande, 15 de agosto de 1988) é um advogado e político brasileiro filiado ao Partido Social Democrático (PSD). Foi deputado federal pelo estado da Paraíba de 2015 a 2023. Filho do ex-senador Cássio Cunha Lima, foi o candidato a deputado federal mais votado do estado da Paraíba, nas eleições gerais de 2014, sendo eleito com 179 886 sufrágios, correspondentes a 9,29% dos votos válidos. Em 2018 foi reeleito deputado federal, com 76 754 votos. Em 2022 foi candidato ao governo da Paraíba, tendo sido derrotado em segundo turno para o então governador João Azevêdo.

## Biografia
Nascido em uma família tradicionalmente política, do estado da Paraíba, é filho do ex-senador Cássio Cunha Lima, e neto do ex-governador da Paraíba Ronaldo Cunha Lima. Pelo lado materno é bisneto do ex-prefeito de Campina Grande, Elpídio Josué de Almeida. Formado em Direito pelo Centro Universitário de João Pessoa e inscrito na Ordem dos Advogados do Brasil, concluiu seu mestrado em Direito Constitucional na Universidade de Coimbra, Portugal.
Foi eleito deputado federal em 2014, para a 55.ª legislatura (2015-2019). Como deputado, votou a favor da admissibilidade do processo de impeachment de Dilma Rousseff. Já durante o Governo Michel Temer, votou a favor da PEC do Teto dos Gastos Públicos. Em abril de 2017 foi favorável à Reforma Trabalhista. Em agosto de 2017 votou a favor do processo em que se pedia abertura de investigação do presidente Michel Temer.
Em maio de 2019, durante a Convenção Nacional do PSDB, foi eleito presidente do Instituto Teotônio Vilela, órgão de formação política do partido.
Durante seu último mandato de deputado federal, entre os anos de 2019 e 2022, esteve alinhado ao ex-presidente Jair Bolsonaro. Segundo os dados do site Congresso em Foco se posicionou favorável ao governo em 81% das votações na Câmara dos Deputados.

## Desempenho eleitoral
| Ano  | Partido | Votos     | %     | Diferença em relação ao ano anterior | Cargo        | Resultado  |
| ---- | ------- | --------- | ----- | ------------------------------------ | ------------ | ---------- |
| 2014 | PSDB    | 179 886   | 9,29  | Estável                              | Dep. Federal | Eleito     |
| 2018 | PSDB    | 76 754    | 3,86  | 103 132                              | Dep. Federal | Eleito     |
| 2022 | PSDB    | 1.104.963 | 47,49 | -                                    | Governador   | Não Eleito |